# Prosopocera usambarica
Prosopocera usambarica är en skalbaggsart som beskrevs av Stefan von Breuning 1954. Prosopocera usambarica ingår i släktet Prosopocera och familjen långhorningar.
Artens utbredningsområde är Malawi. Inga underarter finns listade i Catalogue of Life.